# Ángel y Juan Antonio Sampedro
La ganadería de los Hnos. Sampedro (oficialmente denominada Ángel y Juan Antonio Sampedro) es una ganadería española de reses bravas fundada en 1955 por Antonio Honorato Jordán. Proviene de la antigua ganadería de Félix Suárez, al igual que la de D. Luis Algarra Polera (manteniendo esta el antiguo hierro de Suárez), siendo remodelada con reses de Juan Pedro Domecq y Díez por Antonio Honorato. Las reses pastan en la finca “Dehesa La Cepera”, en el municipio sevillano del Castillo de las Guardas, y donde también están otras ganaderías destacadas del panorama taurino español, como Juan Pedro Domecq y Buenavista; está inscrita en la Unión de Criadores de Toros de Lidia.

## Origen «Santa Coloma»
En 1918 el ganadero sevillano Félix Suárez adquirió una considerable partida de reses al Conde de Santa Coloma. Mantiene la ganadería hasta 1928, cuando la adquiere Rodrigo de Figueroa y Torres, Duque de Tovar. Luego después de su fallecimiento en 1929, la ganadería cambió de nombre y se llamó Herederos del Duque de Tovar hasta 1947, cuando se divide en cinco lotes de los que van a surgir diversas ganaderías del panorama taurino español y portugués, entre ellas la de los Hermanos Sampedro que luego heredaría Fernando Sampedro.

## Historia de la ganadería
Uno de los lotes en los que se dividió la ganadería de Félix Suárez ese año de 1947 correspondió a Alfonso de Figueroa y Bermejillo, el cual la vendió un año después a José Gómez Rodríguez, aumentándola este en 1951 con un lote de reses de la ganadería de Prieto de la Cal. En 1955 se la vende a Antonio Honorato Jordán, que va conformando la actual ganadería con una pequeña serie de cambios: la aumenta con vacas de Salvador Suárez Ternero que compró a Álvaro Domecq y Díez, añadiéndoselas al ganado veragüeño que ya estaba presente, y posteriormente elimina todo ese ganado de Veragua y el de Salvador Suárez adquiriendo un lote de vacas y dos sementales de la ganadería de D. Juan Pedro Domecq y Díez.
En 1970 vendió la ganadería a los empresarios cántabros Ángel y Juan Antonio Sampedro, y estos empezaron a lidiar como Hermanos Sampedro. Los toros comienzan prontamente a alcanzar un cartel estimable, sobre todo con novilladas lidiadas en la Maestranza de Sevilla. A la muerte de Ángel en 2006 y Juan Antonio en 2010 la ganadería pasó a uno de sus sobrinos, Fernando Sampedro Abascal, lidiando desde entonces como FERNANDO SAMPEDRO.

### Toros célebres
| Nombre       | Número | Capa              | Peso | Fecha de lidia | Plaza de toros      | Torero            | Observaciones | Ref.                               |
| ------------ | ------ | ----------------- | ---- | -------------- | ------------------- | ----------------- | ------------- | ---------------------------------- |
| Turronero    | 40     | Negro             | -    | 30-04-2006     | Mora                | Finito de Córdoba | Indultado     | [ 8 ] [ 9 ]                        |
| Primavera II | 68     | Castaño chorreado | -    | 10-10-2009     | Fuengirola          | Enrique Ponce     | Indultado     | [ 10 ] [ 11 ] [ 12 ] [ 13 ] [ 14 ] |
| Rondeño      | 49     | Negro             | -    | 27-02-2011     | Valverde del Camino | Antonio Ferrera   | Indultado     | [ 15 ] [ 16 ] [ 17 ] [ 18 ] [ 19 ] |

## Características
La ganadería está formada con toros y vacas de Encaste Juan Pedro Domecq procedentes de la ganadería homónima en la línea de Juan Pedro Domecq y Díez. Atienden en sus características zootécnicas a las que recoge como propias de este encaste el Ministerio del Interior:
- Toros elipométricos y eumétricos, más bien brevilíneos con perfiles rectos o subconvexos, con una línea dorso-lumbar recta o ligeramente ensillada; y la grupa, con frecuencia, angulosa y poco desarrollada y las extremidades cortas, sobre todo las manos, de radios óseos finos.
- Bajos de agujas, finos de piel y de proporciones armónicas, bien encornados, con desarrollo medio, y astifinos, pudiendo presentar encornaduras en gancho. El cuello es largo y descolgado, el morrillo bien desarrollado y la papada tiene un grado de desarrollo discreto.[21][22]
- Sus pintas son negras, coloradas, castañas, tostadas y, ocasionalmente, jaboneras y ensabanadas, estas últimas por influencia de la casta Vazqueña. Entre los accidentales destaca la presencia del listón, chorreado, jirón, salpicado, burraco, gargantillo, ojo de perdiz, bociblanco y albardado, entre otros.